# Miles Norris
Miles Benjamin Norris, né le  15 avril 2000 à San Francisco en Californie, est un joueur américain de basket-ball évoluant au poste d'ailier fort.

## Biographie

### Carrière professionnelle

#### Hawks d'Atlanta (2023)
Le 6 juillet 2023, signe un contrat two-way en faveur des Hawks d'Atlanta. Il est coupé en décembre 2023.

#### Celtics de Boston (mars-août 2025)
Début mars 2025, il signe un contrat two-way avec les Celtics de Boston.

## Statistiques

### Universitaires
| Saison    | Équipe           | Matchs | Titul. | Min./m | % Tir | % 3pts | % LF | Rbds/m. | Pass/m. | Int/m. | Ctr/m. | Pts/m. |
| --------- | ---------------- | ------ | ------ | ------ | ----- | ------ | ---- | ------- | ------- | ------ | ------ | ------ |
| 2018-2019 | Oregon           | 27     | 0      | 10.5   | .540  | .240   | .500 | 1.9     | .1      | .5     | .3     | 3.3    |
| 2020-2021 | UC Santa Barbara | 27     | 25     | 25.5   | .481  | .378   | .757 | 4.6     | 1.8     | .7     | .9     | 9.7    |
| 2021-2022 | UC Santa Barbara | 28     | 28     | 29.4   | .447  | .356   | .794 | 5.6     | 1.3     | .8     | .6     | 10.3   |
| 2022-2023 | UC Santa Barbara | 35     | 35     | 33.5   | .490  | .391   | .844 | 6.1     | 1.2     | 1.1    | .8     | 14.1   |
| Carrière  | Carrière         | 117    | 88     | 25.4   | .480  | .367   | .772 | 4.6     | 1.1     | .8     | .7     | 9.7    |